# Eishockey-Weltmeisterschaft der U18-Frauen 2014
Die 7. Eishockey-Weltmeisterschaften der U18-Frauen der Internationalen Eishockey-Föderation IIHF waren die Eishockey-Weltmeisterschaften des Jahres 2014 in der Altersklasse der Unter-Achtzehnjährigen (U18). Insgesamt nahmen zwischen dem 18. März und dem 4. April 2014 19 Nationalmannschaften an den drei Turnieren der Top-Division sowie der Division I und Qualifikation zu selbiger teil.
Der Weltmeister wurde zum vierten Mal die Mannschaft Kanadas, die im Finale den Erzrivalen aus den Vereinigten Staaten klar mit 5:1 bezwingen konnte. Es war bereits der dritte Weltmeistertitel in Serie für die Kanadierinnen. Nach dem Abstieg im Vorjahr beendete die deutsche Mannschaft das Turnier der Division I mit dem dritten Platz und verpasste somit den direkten Wiederaufstieg in der Top-Division. Der Nutznießer dieser Situation waren die Schweizerinnen, die sich den Spitzenplatz in der Division I sicherten und nach zweijähriger Abstinenz wieder in die Top-Division zurückkehrten. Das Team aus Österreich gelang selbiges in der Qualifikation zur Division I, wodurch das Team sich für das Turnier der Division I im folgenden Jahr qualifizierte.

## Teilnehmer, Austragungsorte und -zeiträume
- Top-Division: 23. bis 30. März 2014 in Budapest, Ungarn

Teilnehmer:  Finnland,  Japan (Aufsteiger),  Kanada (Titelverteidiger),  Russland,  Schweden,  Tschechien,  Ungarn,  USA
- Division I: 29. März bis 4. April 2014 in Füssen, Deutschland

Teilnehmer:  Deutschland (Absteiger),  Frankreich,  Großbritannien (Aufsteiger),  Norwegen,  Schweiz,  Slowakei
- Qualifikation zur Division I: 18. bis 23. März 2014 in Krynica-Zdrój, Polen

Teilnehmer:  Volksrepublik China,  Italien,  Kasachstan,  Österreich (Absteiger),  Polen (Neuling)

## Top-Division
Die U18-Weltmeisterschaft der Top-Division fand vom 23. bis 30. März 2014 in der ungarischen Hauptstadt Budapest statt. Die Spiele wurden in zwei Hallen des Jégpalota mit einer Kapazität von bis zu 2.048 Plätzen ausgetragen. Insgesamt besuchten 9.088 Zuschauer die 21 Turnierspiele, was einem Schnitt von 432 pro Partie entsprach.
Es nahmen acht Nationalmannschaften teil, die in zwei Gruppen zu je vier Teams spielten. Dabei setzten sich die beiden Gruppen nach den Platzierungen der Nationalmannschaften bei der Weltmeisterschaft 2013 nach folgendem Schlüssel zusammen:
| Gruppe A       | Gruppe B     |
| Kanada (1)     | USA (2)      |
| Tschechien (4) | Schweden (3) |
| Finnland (5)   | Ungarn (6)   |
| Japan (9)      | Russland (7) |

Den Weltmeistertitel sicherte sich Kanada, das im Finale durch einen deutlichen 5:1-Sieg gegen Erzrivalen USA gewann. Es war der insgesamt vierte Titelgewinn für die Kanadierinnen und der dritte in Folge. Die Kanadierinnen waren damit neuer Rekordweltmeister. Die Bronzemedaille gewann Tschechien durch einen knappen 1:0-Sieg über Russland, das Kanada im Halbfinale erst in der Verlängerung unterlegen war. Die Plätze 5 und 6 sicherten sich Finnland und Schweden. In der Abstiegsrunde musste der Gastgeber Ungarn in der Best-of-Three-Serie gegen Aufsteiger Japan den Weg in die Division I antreten.
Bei den individuellen Auszeichnungen wurde die US-Amerikanerinnen Taylar Cianfarano zur besten Stürmerin und Jincy Dunne zur besten Verteidigerin ausgezeichnet. Cianfarano war darüber hinaus mit sechs Treffern auch beste Torschützin des Turniers. Die Tschechin Klára Peslarová wurde zur besten Torhüterin ernannt. Die Topscorerin war die Kanadierin Sarah Potomak, die neun Scorerpunkte erreichte. Bei den Torvorlagen war die Japanerin Haruka Toko mit sechs führend.

### Modus
Nach den Gruppenspielen – jede Mannschaft bestritt drei davon – der Vorrunde qualifizierten sich die beiden Gruppenersten direkt für das Halbfinale. Die Gruppenzweiten und -dritten bestritten je ein Qualifikationsspiel zur Halbfinalteilnahme. Die Vierten der Gruppenspiele bestritten eine Best-of-Three-Runde um den siebten Platz sowie den Abstieg in die Division I.

### Austragungsorte
| \| Budapest \|                       |
| Austragungsort der Weltmeisterschaft |
| Budapest                             |

| Budapest |

### Vorrunde

#### Gruppe A
| 23. März 2014 14:00 Uhr (Ortszeit) | Tschechien | 4:3 n. P. (2:2, 1:0, 0:1, 0:0, 1:0) Spielbericht | Finnland | Jégpalota Halle II, Budapest Zuschauer: 125 |

| 23. März 2014 18:00 Uhr | Kanada | 7:1 (3:1, 2:0, 2:0) Spielbericht | Japan | Jégpalota Halle I, Budapest Zuschauer: 245 |

| 24. März 2014 14:00 Uhr | Tschechien | 3:1 (2:1, 1:0, 0:0) Spielbericht | Japan | Jégpalota Halle II, Budapest Zuschauer: 96 |

| 24. März 2014 15:00 Uhr | Finnland | 0:7 (0:2, 0:5, 0:0) Spielbericht | Kanada | Jégpalota Halle I, Budapest Zuschauer: 115 |

| 26. März 2014 14:00 Uhr | Japan | 2:4 (0:1, 0:1, 2:2) Spielbericht | Finnland | Jégpalota Halle II, Budapest Zuschauer: 132 |

| 26. März 2014 15:00 Uhr | Kanada | 5:0 (0:0, 2:0, 3:0) Spielbericht | Tschechien | Jégpalota Halle I, Budapest Zuschauer: 202 |

| Pl. |            | Sp | S | OTS | OTN | N | Tore  | Punkte |
| 1.  | Kanada     | 3  | 3 | 0   | 0   | 0 | 19:01 | 9      |
| 2.  | Tschechien | 3  | 1 | 1   | 0   | 1 | 07:09 | 5      |
| 3.  | Finnland   | 3  | 1 | 0   | 1   | 1 | 07:13 | 4      |
| 4.  | Japan      | 3  | 0 | 0   | 0   | 3 | 04:14 | 0      |

Abkürzungen: Pl. = Platz, Sp = Spiele, S = Siege, OTS = Siege nach Verlängerung (Overtime) oder Penaltyschießen, OTN = Niederlagen nach Verlängerung oder Penaltyschießen, N = Niederlagen

Erläuterungen: Halbfinalqualifikant, Viertelfinalqualifikant, Abstiegsrundenqualifikant

#### Gruppe B
| 23. März 2014 14:30 Uhr (Ortszeit) | Schweden | 5:1 (1:0, 2:0, 2:1) Spielbericht | Ungarn | Jégpalota Halle I, Budapest Zuschauer: 1.620 |

| 23. März 2014 17:30 Uhr | USA | 6:1 (2:0, 3:0, 1:1) Spielbericht | Russland | Jégpalota Halle II, Budapest Zuschauer: 146 |

| 24. März 2014 17:30 Uhr | Schweden | 1:5 (1:1, 0:2, 0:2) Spielbericht | Russland | Jégpalota Halle II, Budapest Zuschauer: 149 |

| 24. März 2014 18:30 Uhr | Ungarn | 0:7 (0:3, 0:2, 0:2) Spielbericht | USA | Jégpalota Halle I, Budapest Zuschauer: 1.115 |

| 26. März 2014 17:30 Uhr | USA | 7:0 (1:0, 4:0, 2:0) Spielbericht | Schweden | Jégpalota Halle II, Budapest Zuschauer: 142 |

| 26. März 2014 18:30 Uhr | Russland | 3:1 (1:1, 2:0, 0:0) Spielbericht | Ungarn | Jégpalota Halle I, Budapest Zuschauer: 1.645 |

| Pl. |          | Sp | S | OTS | OTN | N | Tore  | Punkte |
| 1.  | USA      | 3  | 3 | 0   | 0   | 0 | 20:01 | 9      |
| 2.  | Russland | 3  | 2 | 0   | 0   | 1 | 09:08 | 6      |
| 3.  | Schweden | 3  | 1 | 0   | 0   | 2 | 06:13 | 3      |
| 4.  | Ungarn   | 3  | 0 | 0   | 0   | 3 | 02:15 | 0      |

Abkürzungen: Pl. = Platz, Sp = Spiele, S = Siege, OTS = Siege nach Verlängerung (Overtime) oder Penaltyschießen, OTN = Niederlagen nach Verlängerung oder Penaltyschießen, N = Niederlagen

Erläuterungen: Halbfinalqualifikant, Viertelfinalqualifikant, Abstiegsrundenqualifikant

### Abstiegsrunde
Die Relegationsrunde wurde im Modus Best-of-Three ausgetragen. Hierbei trafen der Viertplatzierte der Gruppe A und der Vierte der Gruppe B aufeinander. Die Mannschaft, die von maximal drei Spielen zuerst zwei für sich entscheiden konnte, verblieb in der WM-Gruppe, der Verlierer stieg in die Division I ab.
| 27. März 2014 18:30 Uhr (Ortszeit) | Japan | 4:3 (1:0, 3:2, 0:1) Spielbericht Stand: 1:0 | Ungarn | Jégpalota Halle I, Budapest Zuschauer: 620 |

| 29. März 2014 15:00 Uhr | Ungarn | 0:6 (0:1, 0:1, 0:4) Spielbericht Stand: 0:2 | Japan | Jégpalota Halle I, Budapest Zuschauer: 850 |

### Finalrunde
|  | Viertelfinale    | Viertelfinale | Viertelfinale |    |            | Halbfinale | Halbfinale | Halbfinale |    |          | Finale           | Finale           | Finale           |
|  |                  |               |               |    |            |            |            |            |    |          |                  |                  |                  |
|  |                  |               |               |    |            | B1         | USA        | 3          |    |          |                  |                  |                  |
|  | A2               | Tschechien    | 3             |    |            | A2         | Tschechien | 1          |    |          |                  |                  |                  |
|  | B3               | Schweden      | 0             |    |            |            |            |            |    | B1       | USA              | 1                |                  |
|  |                  |               |               |    | A1         | Kanada     | 5          |            |    |          |                  |                  |                  |
|  |                  |               |               | A1 | Kanada     | 1          |            |            |    |          |                  |                  |                  |
|  | B2               | Russland      | 3             |    |            | B2         | Russland   | 0          |    |          | Spiel um Platz 3 | Spiel um Platz 3 | Spiel um Platz 3 |
|  | A3               | Finnland      | 1             |    |            |            |            |            | B2 | Russland | 0                |                  |                  |
|  |                  |               |               | A2 | Tschechien | 1          |            |            |    |          |                  |                  |                  |
|  |                  |               |               |    |            |            |            |            |    |          |                  |                  |                  |
|  | Spiel um Platz 5 |               |               |    |            |            |            |            |    |          |                  |                  |                  |
|  | B3               | Schweden      | 2             |    |            |            |            |            |    |          |                  |                  |                  |
|  | A3               | Finnland      | 3             |    |            |            |            |            |    |          |                  |                  |                  |

#### Viertelfinale
| 27. März 2014 15:00 Uhr (Ortszeit) | Russland | 3:1 (0:1, 1:0, 2:0) Spielbericht | Finnland | Jégpalota Halle I, Budapest Zuschauer: 120 |

| 27. März 2014 17:30 Uhr | Tschechien | 3:0 (2:0, 0:0, 1:0) Spielbericht | Schweden | Jégpalota Halle II, Budapest Zuschauer: 129 |

#### Spiel um Platz 5
| 29. März 2014 17:30 Uhr | Schweden | 2:3 n. V. (0:0, 1:1, 1:1, 0:1) Spielbericht | Finnland | Jégpalota Halle II, Budapest Zuschauer: 122 |

#### Halbfinale
| 29. März 2014 14:00 Uhr | Kanada | 1:0 n. V. (0:0, 0:0, 0:0, 1:0) Spielbericht | Russland | Jégpalota Halle II, Budapest Zuschauer: 150 |

| 29. März 2014 18:30 Uhr | USA | 3:1 (1:0, 0:1, 2:0) Spielbericht | Tschechien | Jégpalota Halle I, Budapest Zuschauer: 225 |

#### Spiel um Platz 3
| 30. März 2014 15:00 Uhr | Russland | 0:1 (0:0, 0:1, 0:0) Spielbericht | Tschechien | Jégpalota Halle I, Budapest Zuschauer: 200 |

#### Finale
| 30. März 2014 18:30 Uhr | USA | 1:5 (0:0, 0:3, 1:2) Spielbericht | Kanada | Jégpalota Halle I, Budapest Zuschauer: 940 |

### Statistik

#### Beste Scorerinnen
Abkürzungen: Sp = Spiele, T = Tore, V = Assists, Pkt = Punkte, +/− = Plus/Minus, SM = Strafminuten; Fett: Turnierbestwert
| Spieler           | Team     | Sp | T | V | Pkt | +/− | SM |
| ----------------- | -------- | -- | - | - | --- | --- | -- |
| Sarah Potomak     | Kanada   | 5  | 5 | 4 | 9   | +7  | 0  |
| Taylar Cianfarano | USA      | 5  | 6 | 2 | 8   | +8  | 0  |
| Rui Ukita         | Japan    | 5  | 5 | 2 | 7   | +2  | 2  |
| Victoria Bach     | Kanada   | 5  | 4 | 3 | 7   | +7  | 0  |
| Emma Nuutinen     | Finnland | 5  | 3 | 4 | 7   | −1  | 2  |
| Lauren Wildfang   | Kanada   | 5  | 3 | 4 | 7   | +7  | 4  |
| Haruka Toko       | Japan    | 5  | 1 | 6 | 7   | +3  | 2  |
| Ève-Audrey Picard | Kanada   | 5  | 5 | 1 | 6   | +8  | 4  |
| Lexie Laing       | USA      | 5  | 3 | 3 | 6   | +8  | 0  |
| Chisato Miyazaki  | Japan    | 5  | 2 | 4 | 6   | +3  | 0  |

#### Beste Torhüterinnen
Abkürzungen: Sp = Spiele, Min = Eiszeit (in Minuten), GT = Gegentore, SO = Shutouts, Sv% = gehaltene Schüsse (in %), GTS = Gegentorschnitt; Fett: Turnierbestwert
| Spieler            | Team       | Sp | Min    | GT | SO | Sv%   | GTS  |
| ------------------ | ---------- | -- | ------ | -- | -- | ----- | ---- |
| Shea Tiley         | Kanada     | 3  | 183:09 | 1  | 2  | 98,63 | 0,33 |
| Nadeschda Morosowa | Russland   | 5  | 224:02 | 4  | 0  | 96,23 | 1,07 |
| Klára Peslarová    | Tschechien | 6  | 345:00 | 9  | 2  | 95,08 | 1,57 |
| Sarah Berglind     | Schweden   | 3  | 179:33 | 8  | 0  | 93,44 | 2,67 |
| Ayu Tonosaki       | Japan      | 4  | 199:11 | 9  | 1  | 93,23 | 2,71 |

### Abschlussplatzierungen
| Pl. | Team       |
| --- | ---------- |
| 1   | Kanada     |
| 2   | USA        |
| 3   | Tschechien |
| 4   | Russland   |
| 5   | Finnland   |
| 6   | Schweden   |
| 7   | Japan      |
| 8   | Ungarn     |

### Titel, Auf- und Abstieg
| Weltmeister Kanada | Victoria Bach, Brie Bellerive, Samantha Cogan, Samantha Fieseler, Micah Hart, Jessica Healey, Karly Heffernan, Alexandra Labelle, Stéphanie Lalancette, Rebecca Leslie, Ainsley MacMillan, Hannah Miller, Hailey Noronha, Ève-Audrey Picard, Kaila Pinkney, Sarah Potomak, Kassidy Sauvé, Lauren Spring, Brooke Stacey, Shea Tiley, Lauren Wildfang, Breanne Wilson-Bennett Trainerin: Laura Schuler |

| Silber USA | Brooke Ahbe, Sydney Baldwin, Grace Bizal, Kaitlin Burt, Taylar Cianfarano, Jincy Dunne, Becca Gilmore, Megan Keller, Kenzie Kent, Lexie Laing, Caitrin Lonergan, Patricia Marshall, Erin O’Neil, Maliya Rodgers, Maddie Rolfes, Abby Roque, Melissa Samoskevich, Sophie Skarzynski, Tori Sullivan, Baylee Wellhausen, Taylor Williamson, Grace Zarzecki Trainer: Jeff Kampersal |

| Bronze Tschechien | Debora Bartošová, Tereza Brotánková, Kateřina Bukolská, Dominika Forejtová, Libuše Holá, Samantha Kolowratová, Dominika Lásková, Aneta Lédlová, Martina Mašková, Kristýna Pátková, Barbora Patočková, Dana Pelikánová, Klára Peslarová, Vendula Přibylová, Aneta Tejralová, Tereza Topolská, Tereza Vanišová, Dominika Vopravilová, Magda Walicová, Kateřina Zechovská, Martina Zedníková, Anna Zíková Trainer: Jan Fidrmuc |

| Absteiger in die Division I:    | Ungarn  |
| Aufsteiger in die Top-Division: | Schweiz |

### Auszeichnungen
Spielertrophäen
| Auszeichnung        | Spielerin         | Team       |
| ------------------- | ----------------- | ---------- |
| Beste Torhüterin    | Klára Peslarová   | Tschechien |
| Beste Verteidigerin | Jincy Dunne       | USA        |
| Beste Stürmerin     | Taylar Cianfarano | USA        |

## Division I
Das Turnier der Division I wurde vom 29. März bis 4. April 2014 im deutschen Füssen ausgetragen. Die Spiele fanden in der 3.691 Zuschauer fassenden Arena des Bundesleistungszentrums für Eishockey und Curling statt. Insgesamt besuchten 2.150 Zuschauer die 15 Turnierspiele, was einem Schnitt von 143 pro Partie entspricht.
Nach zwei Jahren in der Division I gelang den Schweizerinnen denkbar knapp die Rückkehr in die Top-Division. Dabei stachen sie die überraschend aufspielenden Französinnen sowie Deutschland aus, das im Vorjahr abgestiegen war. Deutschland und die Schweiz gaben sich an den ersten drei Spieltagen zunächst keine Blöße und lagen mit jeweils neun Punkten an der Spitze der Tabelle. Frankreich hatte zu diesem Zeitpunkt bereits vier Punkte Rückstand, besiegte die Deutschen aber am vierten Spieltag überraschend, während die Schweiz auch das vierte Spiel gewann. Die Deutschen benötigten somit in der abschließenden Turnierbegegnung einen Sieg in der regulären Spielzeit von 60 Minuten, was aber nicht gelang. Durch einen 3:2-Sieg in der Verlängerung rutschten die Deutschen noch auf Rang 3 ab, während die Französinnen mit ebenfalls elf Punkten durch den gewonnenen direkten Vergleich noch vorbeizogen. Die Schweiz belegte mit 13 Punkten den ersten Platz. Den direkten Wiederabstieg mussten die Britinnen hinnehmen, die ohne Punktgewinn Letzter wurden.
| 29. März 2014 12:30 Uhr (Ortszeit) | Slowakei | 2:3 n. V. (0:0, 0:1, 2:1, 0:1) Spielbericht | Frankreich | Bundesleistungszentrum für Eishockey, Füssen Zuschauer: 100 |

| 29. März 2014 16:00 Uhr | Großbritannien | 0:10 (0:3, 0:4, 0:3) Spielbericht | Deutschland | Bundesleistungszentrum für Eishockey, Füssen Zuschauer: 200 |

| 29. März 2014 19:30 Uhr | Norwegen | 1:3 (0:2, 0:1, 1:0) Spielbericht | Schweiz | Bundesleistungszentrum für Eishockey, Füssen Zuschauer: 150 |

| 30. März 2014 16:00 Uhr | Frankreich | 5:1 (2:0, 1:0, 2:1) Spielbericht | Großbritannien | Bundesleistungszentrum für Eishockey, Füssen Zuschauer: 100 |

| 30. März 2014 19:30 Uhr | Deutschland | 3:2 (1:0, 1:0, 1:2) Spielbericht | Norwegen | Bundesleistungszentrum für Eishockey, Füssen Zuschauer: 100 |

| 31. März 2014 19:00 Uhr | Schweiz | 1:0 (0:0, 0:0, 1:0) Spielbericht | Slowakei | Bundesleistungszentrum für Eishockey, Füssen Zuschauer: 150 |

| 1. April 2014 12:30 Uhr | Großbritannien | 2:5 (1:2, 0:0, 1:3) Spielbericht | Norwegen | Bundesleistungszentrum für Eishockey, Füssen Zuschauer: 100 |

| 1. April 2014 16:00 Uhr | Schweiz | 5:0 (3:0, 1:0, 1:0) Spielbericht | Frankreich | Bundesleistungszentrum für Eishockey, Füssen Zuschauer: 100 |

| 1. April 2014 19:30 Uhr | Deutschland | 2:1 (1:0, 1:1, 0:0) Spielbericht | Slowakei | Bundesleistungszentrum für Eishockey, Füssen Zuschauer: 150 |

| 2. April 2014 19:00 Uhr | Frankreich | 3:2 (1:1, 0:0, 2:1) Spielbericht | Deutschland | Bundesleistungszentrum für Eishockey, Füssen Zuschauer: 150 |

| 3. April 2014 16:00 Uhr | Norwegen | 3:1 (2:1, 1:0, 0:0) Spielbericht | Slowakei | Bundesleistungszentrum für Eishockey, Füssen Zuschauer: 100 |

| 3. April 2014 19:30 Uhr | Schweiz | 8:0 (2:0, 3:0, 3:0) Spielbericht | Großbritannien | Bundesleistungszentrum für Eishockey, Füssen Zuschauer: 150 |

| 4. April 2014 12:30 Uhr | Frankreich | 5:0 (0:0, 3:0, 2:0) Spielbericht | Norwegen | Bundesleistungszentrum für Eishockey, Füssen Zuschauer: 100 |

| 4. April 2014 16:00 Uhr | Slowakei | 3:1 (2:1, 0:0, 1:0) Spielbericht | Großbritannien | Bundesleistungszentrum für Eishockey, Füssen Zuschauer: 100 |

| 4. April 2014 19:30 Uhr | Deutschland | 3:2 n. V. (1:1, 0:0, 1:1, 1:0) Spielbericht | Schweiz | Bundesleistungszentrum für Eishockey, Füssen Zuschauer: 400 |

| Pl. |                | Sp | S | OTS | OTN | N | Tore  | Punkte |
| 1.  | Schweiz        | 5  | 4 | 0   | 1   | 0 | 19:04 | 13     |
| 2.  | Frankreich     | 5  | 3 | 1   | 0   | 1 | 16:10 | 11     |
| 3.  | Deutschland    | 5  | 3 | 1   | 0   | 1 | 20:08 | 11     |
| 4.  | Norwegen       | 5  | 2 | 0   | 0   | 3 | 11:14 | 06     |
| 5.  | Slowakei       | 5  | 1 | 0   | 1   | 3 | 07:10 | 04     |
| 6.  | Großbritannien | 5  | 0 | 0   | 0   | 5 | 04:31 | 0      |

Abkürzungen: Pl. = Platz, Sp = Spiele, S = Siege, OTS = Siege nach Verlängerung (Overtime) oder Penaltyschießen, OTN = Niederlagen nach Verlängerung oder Penaltyschießen, N = Niederlagen

Erläuterungen: Aufsteiger in die Top-Division, Absteiger in die Qualifikation zur Division I

### Auf- und Abstieg
| Absteiger in die Division I:                   | Ungarn         |
| Aufsteiger in die Top-Division:                | Schweiz        |
| Absteiger in die Qualifikation zur Division I: | Großbritannien |
| Aufsteiger in die Division I:                  | Österreich     |

## Qualifikation zur Division I
Das Qualifikationsturnier zur Division I wurde vom 18. bis 23. März 2014 im polnischen Krynica-Zdrój ausgetragen. Die Spiele fanden in der 3.000 Zuschauer fassenden Hala widowiskowo-sportowa statt. Insgesamt besuchten 2.042 Zuschauer die zehn Turnierspiele, was einem Schnitt von 204 pro Partie entspricht.
In der Qualifikation setzte sich das österreichische Nationalteam durch, das erst im Vorjahr abgestiegen war und somit den direkten Wiederaufstieg schaffte.
| 18. März 2014 14:00 Uhr (Ortszeit) | Volksrepublik China | 1:7 (1:3, 0:1, 0:3) Spielbericht | Österreich | Hala widowiskowo-sportowa, Krynica-Zdrój Zuschauer: 100 |

| 18. März 2014 17:30 Uhr | Polen | 2:1 n. P. (0:0, 1:0, 0:0, 0:0, 1:0) Spielbericht | Italien | Hala widowiskowo-sportowa, Krynica-Zdrój Zuschauer: 421 |

| 19. März 2014 16:30 Uhr | Kasachstan | 1:4 (0:2, 0:1, 1:1) Spielbericht | Polen | Hala widowiskowo-sportowa, Krynica-Zdrój Zuschauer: 315 |

| 20. März 2014 13:00 Uhr | Italien | 1:5 (0:1, 1:2, 0:2) Spielbericht | Volksrepublik China | Hala widowiskowo-sportowa, Krynica-Zdrój Zuschauer: 56 |

| 20. März 2014 16:30 Uhr | Österreich | 8:1 (3:0, 2:1, 3:0) Spielbericht | Kasachstan | Hala widowiskowo-sportowa, Krynica-Zdrój Zuschauer: 98 |

| 21. März 2014 16:30 Uhr | Polen | 1:3 (1:1, 0:1, 0:1) Spielbericht | Österreich | Hala widowiskowo-sportowa, Krynica-Zdrój Zuschauer: 523 |

| 22. März 2014 13:00 Uhr | Italien | 3:2 n. V. (0:2, 2:0, 0:0, 1:0) Spielbericht | Kasachstan | Hala widowiskowo-sportowa, Krynica-Zdrój Zuschauer: 73 |

| 22. März 2014 16:30 Uhr | Volksrepublik China | 3:6 (2:2, 0:1, 1:3) Spielbericht | Polen | Hala widowiskowo-sportowa, Krynica-Zdrój Zuschauer: 315 |

| 23. März 2014 13:00 Uhr | Österreich | 3:0 (1:0, 1:0, 1:0) Spielbericht | Italien | Hala widowiskowo-sportowa, Krynica-Zdrój Zuschauer: 85 |

| 23. März 2014 16:30 Uhr | Kasachstan | 1:2 n. P. (0:0, 0:1, 1:0, 0:0, 0:1) Spielbericht | Volksrepublik China | Hala widowiskowo-sportowa, Krynica-Zdrój Zuschauer: 56 |

| Pl. |                     | Sp | S | OTS | OTN | N | Tore  | Punkte |
| 1.  | Österreich          | 4  | 4 | 0   | 0   | 0 | 21:03 | 12     |
| 2.  | Polen               | 4  | 2 | 1   | 0   | 1 | 13:08 | 08     |
| 3.  | Volksrepublik China | 4  | 1 | 1   | 0   | 2 | 11:15 | 05     |
| 4.  | Italien             | 4  | 0 | 1   | 1   | 2 | 05:12 | 03     |
| 5.  | Kasachstan          | 4  | 0 | 0   | 2   | 2 | 05:17 | 02     |

Abkürzungen: Pl. = Platz, Sp = Spiele, S = Siege, OTS = Siege nach Verlängerung (Overtime) oder Penaltyschießen, OTN = Niederlagen nach Verlängerung oder Penaltyschießen, N = Niederlagen

Erläuterungen: Aufsteiger in die Division I

### Auf- und Abstieg
| Absteiger in die Qualifikation zur Division I: | Großbritannien |
| Aufsteiger in die Division I:                  | Österreich     |